# 태국의 왕실 국가
국왕 찬가(한국 한자: 國王讚歌, 태국어: สรรเสริญพระบารมี, 영어: Sansoen Phra Barami)는 Pyotr Schurovsky가 제작한 1888년부터 1932년까지 사용된 시암의 국가이자, 현재 태국의 왕실 국가이다.
태국은 1932년부터 국가로 플렝 찻을 사용하며 왕실 찬가로는 국왕 찬가를 별도로 사용한다. 1940년에는 태국의 총리를 역임하고 있던 쁠랙 피분송크람 육군 원수가 발표한 《태국의 문화명령 제8호》에 따라 가사가 축소되었고 '시암'이라는 단어가 '태국'으로 바뀌었다. 하지만 제2차 세계 대전 종전 이후에 원래 가사로 돌아왔다.

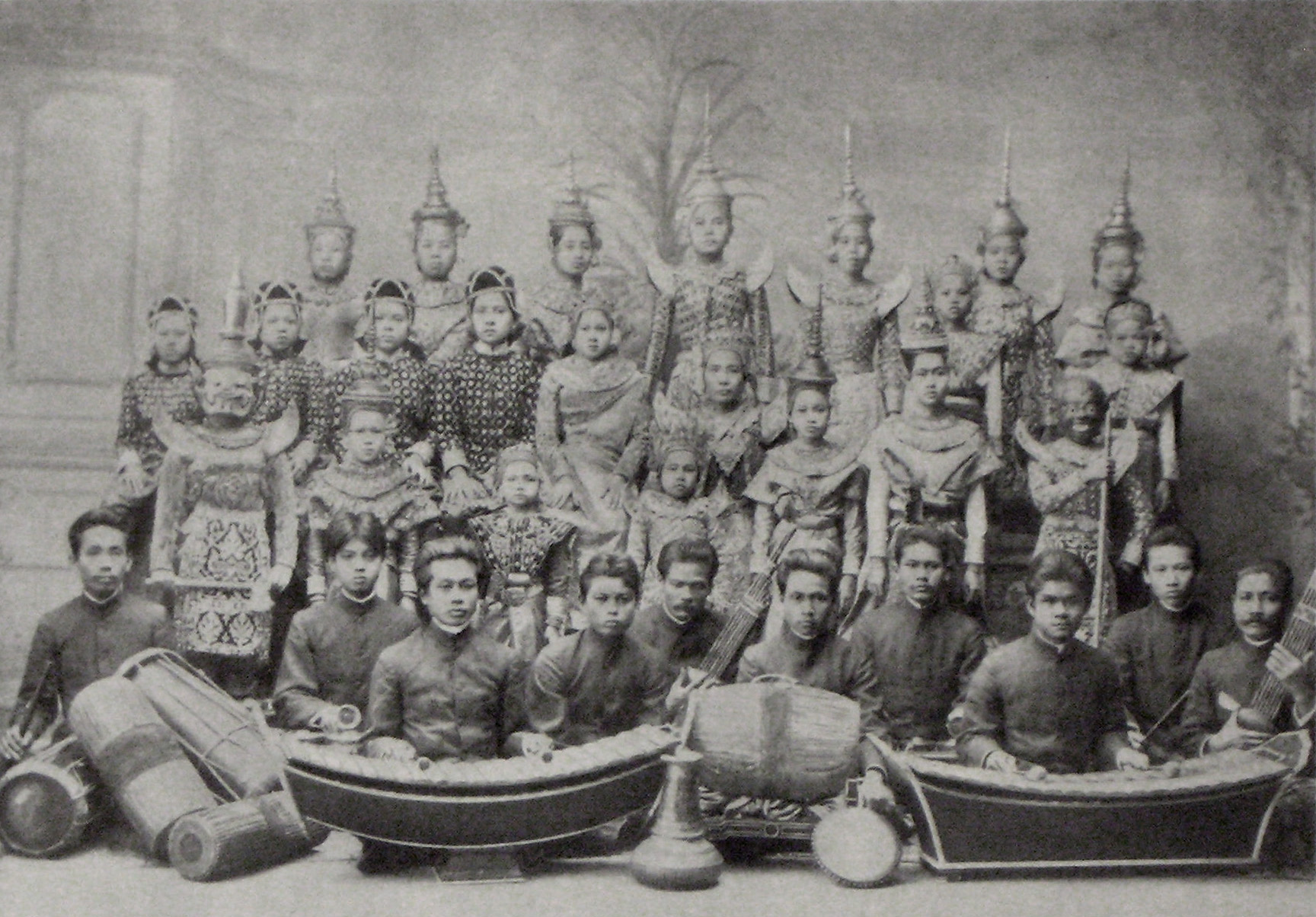
Siamese theater group which performed in Berlin, Germany in 1900.

## 가사
| 태국어 가사         | 한국어 음역본               |
| ข้าวรพุทธเจ้า          | 카-워 라풋타 자오           |
| เอามโนและศิรกราน     | 아오 마놀래 씨라끄란-       |
| นบพระภูมิบาล บุญะดิเรก  | 놉 프라 품미 반- 분야 디 렉 |
| เอกบรมจักริน          | 엑 바롬마 짝끄린            |
| พระสยามินทร์          | 프라 싸야-민                |
| พระยศยิ่งยง           | 프라 욧싸 잉 용             |
| เย็นศิระเพราะพระบริบาล | 옌 씨라 프러 프라 보리반    |
| ผลพระคุณ ธ รักษา      | 폰 프라 쿤 타 락싸-         |
| ปวงประชาเป็นศุขสานต์   | 푸엉 쁘라차- 펜 쑥 싼-      |
| ขอบันดาล             | 커 반단-                    |
| ธ ประสงค์ใด          | 타 쁘라쏭 다이              |
| จงสฤษดิ์ดัง            | 쫑 쓰릿당                   |
| หวังวรหฤทัย           | 왕 와르하르 타이            |
| ดุจะถวายชัย ชโย!      | 둣짜 타와이 차이 차요!      |

## 해석
우리는 폐하의 충실한 국민이라.
내 마음은 그의 머리에 놓여 있네.
그에게 존경과 축복을 치러 주었네.
이 조국의 보호자이시며,
위대한 차크리 왕조
태국 국민의 지도자라.
가장 높은 권위 가까이서
나는 그를 보호하는 안내자.
모든 국민의 행복과 생존과 평화가 있네.
우리는 그대가 원하는 것을 바라네
그대에게 주는 운명과
그대가 바라는 영혼과
그대의 부를 주리라.
그대에게 만세를!

## 제2차 세계 대전중 가사
ข้าวรพุทธเจ้า เอามโนและศิระกราน
นบพระภูมิบาล บรมกษัตริย์ไทย
ขอบรรดาล ธประสงค์ใด
จงสิทธิดั่ง หวังวรหฤทัย
ดุจถวายชัย ชโย

### 해석
폐하의 신하인 우리는 통치자이신 태국의 위대한 왕에게
경의를 표하기 위하여 심장과 머리를 숙이리라.
그대가 무엇을 하든지
위대한 마음의 희망대로 이루어지리라.
승리를 기원하리라, 만세!